# Nephrotoma okefenoke
Nephrotoma okefenoke is een tweevleugelige uit de familie langpootmuggen (Tipulidae). De soort komt voor in het Nearctisch gebied.